# Ferdinand Friedrich Joachim von Elsner

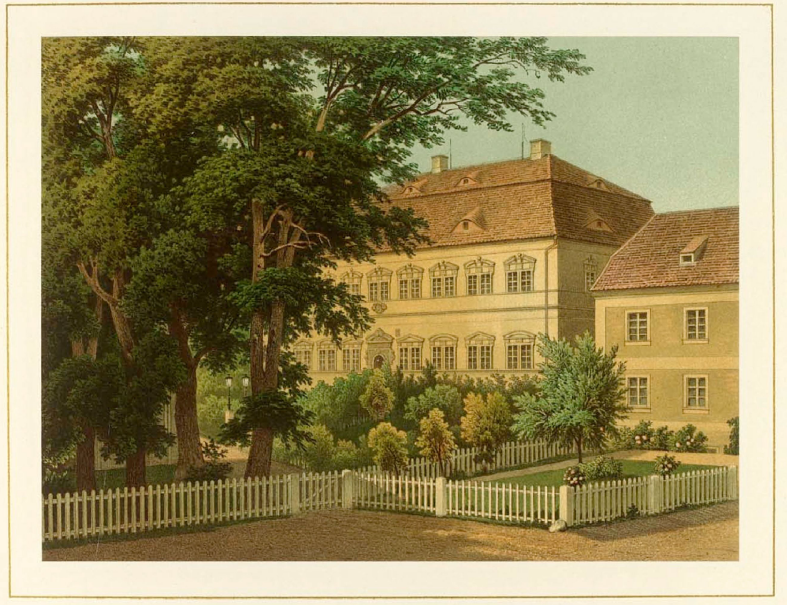
Gut Pilgramsdorf im Kreis Goldberg. Um 1865. Sammlung Alexander Duncker Berlin.

Ferdinand Friedrich Joachim von Elsner (* 18. Juli 1743 in Wohlau, Fürstentum Wohlau; † 7. Februar 1806 in Pilgramsdorf, Kreis Goldberg, Provinz Schlesien) war ein preußischer Generalmajor.

## Leben
Die Familie soll 1693 den böhmischen Freiherrenstand erhalten haben. Er war der Sohn von Hans Joachim von Elsner (* 4. Juni 1707; † 1763) und dessen Ehefrau Magdalene Dorothea, geborene Kämmerer (* 7. August 1715; † 1759). Sein Vater war Herr auf Loischwitz und Michelsdorf sowie Amtsrat in Wohlau. Der Generalmajor Karl Friedrich von Elsner (1739–1808) war sein Bruder. Ein weiterer Bruder wurde Steuerrat.

### Militärkarriere
Er kam 1758 als Junker in das Husarenregiment „von Szekely“ der Preußischen Armee. Während des Siebenjährigen Krieges kämpfte er in den Schlachten bei Kunersdorf, Torgau und Freiberg. In der Zeit wurde er am 26. März 1760 Kornett und am 10. Juli 1761 Sekondeleutnant.
Nach dem Krieg wurde er am 1. Januar 1766 Premierleutnant und am 2. September 1773 Stabsrittmeister. Als solcher nahm er am Bayerischen Erbfolgekrieg teil. Nach dem Feldzug wurde er am 10. November 1779 Rittmeister und Eskadronchef. Am 25. September wurde er zum Major befördert und am 22. September 1789 erhielt er den Orden Pour le Mérite. Bis zum 28. Januar 1794 avancierte Elsner zum Oberst und wurde am 6. August 1794 zum Regimentskommandeur ernannt. Elsner erhielt am 15. Mai 1796 seine Demission mit einer jährlichen Pension von 600 Talern. Kurz darauf wurde ihm am 22. Juni 1796 noch der Charakter als Generalmajor verliehen.

### Familie
Elsner heiratete 1780 Johanne Beate Zipelius (* 23. August 1749; † 18. März 1786) aus Sulau. Das Paar hatte mehrere Kinder, darunter:
- Beate Marianne Friederike (* 5. März 1781; † 20. März 1817)[3]
- Sylvius Ernst Karl Joachim (* 31. Juli 1783; † 1. November 1851), Kammerherr, Landrat des Kreises Goldberg-Haynau, Ritter des Johanniterordens[4] ⚭ Friederike Charlotte Ottilie von Debschitz (* 25. September 1793; † 20. Mai 1869)[5]

Nach dem Tod seiner ersten Frau heiratete er am 11. September 1796 Eleonore Tugendreich von Bock und Polach (* 1750; † 11. November 1820), geschiedene von Mauschwitz und Witwe des Landrats Valentin von Redern.